# Cajetan Toscani
Cajetan Toscani (* 1742 in Mariaschein, Böhmen; † 22. Dezember 1815 in Dresden) war ein deutscher Zeichner und Maler.

## Leben
Toscani war Sohn italienischer Eltern in Böhmen und kam in jungen Jahren nach Dresden. Sein künstlerisches Talent wurde früh erkannt und er bekam Zeichenunterricht bei Charles François Hutin (1715–1776), dem Direktor der Kunstakademie in Dresden. Bald malte Toscani auch mit Ölfarben. 1766 wurde Toscani Lehrer an der Kunstakademie. Zahlreiche bekannte Maler erhielten bei ihm Unterricht, so beispielsweise Johann Gottfried Abraham Frenzel, Moritz Retzsch, Carl Franz Edlinger und Gustav Heinrich Naecke.
Cajetan Toscanis Bruder Carl Josef Toscani war als Porzellanmaler in Meißen ebenfalls künstlerisch tätig. Dieser betrieb später auch in Kopenhagen eine Porzellanfabrik.